# スリージャイアンツ
スリージャイアンツ（1975年4月3日 - 1981年4月22日）は、日本中央競馬会に所属していた競走馬。姪に函館記念優勝馬のヒガシマジョルカがいる。

## 来歴
父・セダンは1955年のフランス産馬で、イタリアでの競走馬時代、1958年前半にイタリアダービー・プリンチペアメデオ賞・イタリア大賞・ミラノ大賞典を勝利。この4競走を勝った最初のイタリア馬となり、種牡馬となってからもイタリアのリーディングサイヤーになった。1965年からは日本で供用され、トーヨーアサヒ・コーネルランサー・アイフルなどを輩出。傑出した産駒は出さないが無能な産駒も出さないという中流志向の種牡馬であった。母・チエクインは1975年の天皇賞（秋）優勝馬であるフジノパーシアを生んだ名牝で、その4代母の安優より日本の戦前牝馬の血を継承している。母の父・ダイハードは大レースの優勝馬こそ輩出していないものの、数多くの重賞勝ち馬を送り出し、その勝負根性を多くの産駒に伝えた。
1975年4月3日に北海道・静内の北西牧場で誕生。ちなみにこの「北西牧場」は歌手の北島三郎と、彼を発掘した新栄プロダクション創業者の西川幸男が共同で設立した牧場である。天皇賞馬の半弟であり好馬体もあいまって人気が高く、牧場は3000万円即金と強気の姿勢であった。結局は「インター」の冠名馬を所有する松岡正雄、「コクサイ」の冠名馬を所有する芦部照仁、それに西川の3人で共同所有することとなった。馬名の「スリージャイアンツ」は、この3大オーナーの共同所有であることにちなむ。松岡が代表名となり、勝負服も松岡のものが使用された。所属は早くからこの馬に目をつけていた白井・境勝太郎調教師に決まった。

### 戦績
馬齢については原則旧表記とする。
1977年9月11日に東京でデビューしたが、未勝利脱出に5戦を要し、12月の中山で勝ち上がった。1978年は1月のダート戦から始動し、レースでは1番人気に推されたが、初の不良馬場に泣いて12頭中12着に終わる。その後は芝に戻して桜草特別（300万下）3着→楓賞（300万下）・4歳S（中山芝1800m）2着を経て、ダービートライアルのNHK杯に出走するも9着であった。クラシックどころか条件クラスで低迷し、兄・フジノパーシアと比べられて「賢兄愚弟」とも呼ばれた。5歳になった1979年からようやく才能が開花し、格上挑戦した4戦目のダイヤモンドステークスを7頭中6番人気という低評価を覆して制覇。メジロファントム・カシュウチカラを敗り、条件馬から一転して重賞勝ち馬となった。兄も1976年にこのレースを制しており、兄弟制覇となった。その後も強豪の揃った重賞戦線で善戦を繰り返し、毎日王冠・目黒記念（秋）では共にシービークロスの3着に入った。毎日王冠では2着馬のカネミノブにアタマ差まで迫り、1番人気のプレストウコウを5馬身ちぎっての3着であった。その後も追い切りで好時計をマークするなど好調を維持したまま天皇賞（秋）に向かったが、メジロイーグル・サクラショウリ・カネミノブ・クラウンピラードに次ぐ5番人気と低評価であった。レースは初騎乗の郷原洋行が手綱を取り、人気を分けあっていたメジロイーグルとサクラショウリが不良馬場にのめって失速する中、4コーナーで先頭に立つ。直線で横山富雄騎乗のメジロファントムが外から急襲し、一度交わされた。郷原が懸命にムチをふるって内から差し返し、両馬が鼻面を並べてゴール。写真判定の結果はスリージャイアンツに軍配が上がり、クリペロ・クリヒデ、コレヒサ・コレヒデに次ぐ3例目の天皇賞兄弟制覇を果たした。騎乗した郷原は同年の春にカシュウチカラで天皇賞を制覇しており、春秋天皇賞連覇を成し遂げた。その後はフレグモーネを発症して戦線離脱。懸命の治療の甲斐もあり一時は良化に向かったが、その後に蹄葉炎を併発したことが致命傷となり、1981年4月22日に放牧先である故郷・静内の北西牧場で安楽死の処置が取られた。

## 血統表
| スリージャイアンツの血統プリンスローズ系 / Rose Prince 4×5=9.38%、Teddy 5×5=6.25% | スリージャイアンツの血統プリンスローズ系 / Rose Prince 4×5=9.38%、Teddy 5×5=6.25% | スリージャイアンツの血統プリンスローズ系 / Rose Prince 4×5=9.38%、Teddy 5×5=6.25% | （血統表の出典）    | （血統表の出典）    |
| 父 *セダン Sedan 1955 鹿毛                                                        | 父の父Prince Bio 1941 鹿毛                                                        | Prince Rose                                                                       | Rose Prince         | Rose Prince         |
| 父 *セダン Sedan 1955 鹿毛                                                        | 父の父Prince Bio 1941 鹿毛                                                        | Prince Rose                                                                       | Indolence           |                     |
| 父 *セダン Sedan 1955 鹿毛                                                        | 父の父Prince Bio 1941 鹿毛                                                        | Biologie                                                                          | Bacteriophage       | Bacteriophage       |
| 父 *セダン Sedan 1955 鹿毛                                                        | 父の父Prince Bio 1941 鹿毛                                                        | Biologie                                                                          | Eponge              |                     |
| 父 *セダン Sedan 1955 鹿毛                                                        | 父の母Staffa 1948 鹿毛                                                            | Orsenigo                                                                          | Oleander            | Oleander            |
| 父 *セダン Sedan 1955 鹿毛                                                        | 父の母Staffa 1948 鹿毛                                                            | Orsenigo                                                                          | Ostana              |                     |
| 父 *セダン Sedan 1955 鹿毛                                                        | 父の母Staffa 1948 鹿毛                                                            | Signa                                                                             | Ortello             | Ortello             |
| 父 *セダン Sedan 1955 鹿毛                                                        | 父の母Staffa 1948 鹿毛                                                            | Signa                                                                             | Superga             |                     |
| 母 チエクイン 1966 栗毛                                                           | 母の父*ダイハード Die Hard 1952 栗毛                                              | Never Say Die                                                                     | Nasrullah           | Nasrullah           |
| 母 チエクイン 1966 栗毛                                                           | 母の父*ダイハード Die Hard 1952 栗毛                                              | Never Say Die                                                                     | Singing Grass       |                     |
| 母 チエクイン 1966 栗毛                                                           | 母の父*ダイハード Die Hard 1952 栗毛                                              | Monsoon                                                                           | Brumeux             | Brumeux             |
| 母 チエクイン 1966 栗毛                                                           | 母の父*ダイハード Die Hard 1952 栗毛                                              | Monsoon                                                                           | Pot-pourri          |                     |
| 母 チエクイン 1966 栗毛                                                           | 母の母ヒガシヒメ 1960 黒鹿毛                                                      | *ゲイタイム Gay Time                                                              | Rockefella          | Rockefella          |
| 母 チエクイン 1966 栗毛                                                           | 母の母ヒガシヒメ 1960 黒鹿毛                                                      | *ゲイタイム Gay Time                                                              | Daring Miss         |                     |
| 母 チエクイン 1966 栗毛                                                           | 母の母ヒガシヒメ 1960 黒鹿毛                                                      | ヒガシハタ                                                                        | *ライジングフレーム | *ライジングフレーム |
| 母 チエクイン 1966 栗毛                                                           | 母の母ヒガシヒメ 1960 黒鹿毛                                                      | ヒガシハタ                                                                        | ツキノボル F-No.8-a |                     |

## 備考
1. ↑  読売ジャイアンツ・長嶋茂雄の背番号3にちなむものだという俗説もある。
2. ↑  なお、当馬を管理していた境にとっては、調教師としては初めての、騎手時代を含めてもオグリキャップの5代母に当たるクインナルビーで制した1953年秋以来の天皇賞制覇となった。